# Suferință

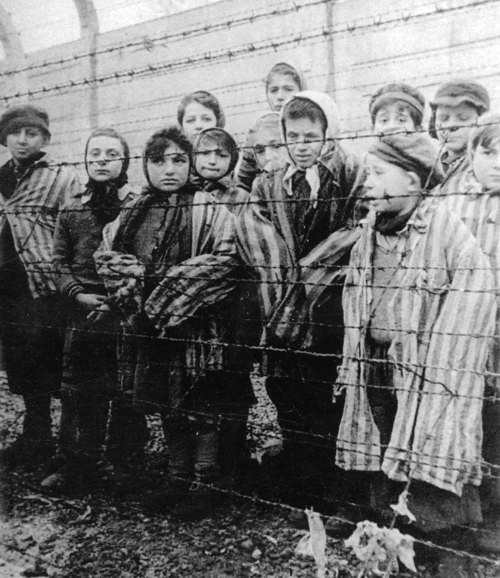
Copii din lagărul de concentrare al Holocaustului eliberați de Armata Roșie

Suferința este starea resimțită la o anumită durere care afectează un organism. Ea se regăsește la orice ființă capabilă să fie receptivă prin simțuri. Atât animalele, cât și păsările sau orice altă vietate poate suferi o durere provocată sau durere declanșată în urma bolii. În cazul oamenilor care trec prin suferințe astfel de stări pot lăsa traume în anumite situații cum ar fi suferința din cauza războaielor, a cataclismelor, accidente sau orice altă situație care provoacă o durere sau o stare de suferință.
Medicina se ocupă cu cercetarea, studierea și tratarea bolilor pentru a vindeca pe cei ce suferă de boli, dureri. Foarte adesea omul caută o rezolvare pentru a pune capăt suferinței în care se află.
Există și acel fenomen de „suferință a sufletului” care nu e neapărat o durere reală în organism, însă e percepută astfel în situații cum ar fi: pierderea unei persoane apropiate,  pierderea valorilor, a identității, a drepturilor; poate fi înțeleasă ca „suferință a conștiinței."
Iov spune în cartea sa: „Omul se naște ca să sufere după cum scânteia se naște ca să zboare.”
Nu ar fi posibil un leac unic pentru a alunga suferința la cei suferinzi, dacă cauzele care provoacă suferința sunt din surse diverse, iar felul în care omul reacționează determină dacă pentru el e o stare de suferință, de durere sau de a îndura.
Suferința e poate printre cele mai complexe probleme ale omenirii și a întregii planete. Numeroase scrieri și istorii sunt presărate cu perioade de suferință.
Holocaustul este un exemplu extrem al suferinței în perioada din al-II-lea Război Mondial în care evrei, deținuți politici, prizonieri de război au suferit în lagărele de concentrare ale regimului nazist.